# Peter Beicken
Peter Beicken (* 16. Mai 1943 in Wuppertal-Barmen) ist ein deutscher Germanist und Lyriker.

## Biografie
Peter Beicken ist ausgewiesener Experte des Werks von Walter Benjamin, Ingeborg Bachmann und Franz Kafka. Darüber hinaus beschäftigte er sich intensiv mit Ilse Aichinger, Roberto Bernhard, Paul Celan, Marieluise Fleißer, Franz Fühmann, Irmgard Keun, Anna Seghers und Christa Wolf.
Zu seinen Veröffentlichungen zählen die Standardwerke „Kafka. Eine kritische Einführung in die Forschung“ (1974), „Die Verwandlung. Ein Kommentar“ (1983, überarbeitet 1998), „Franz Kafka. Leben und Werk“ (1986, überarbeitet 1994) und „Ingeborg Bachmann“. Autobiografisch geprägt ist sein Buch „Kindheit in W. - Gedichte und Prosa“ von 1983, für das er mit dem Förderpreis des von der Heydt-Kulturpreises der Stadt Wuppertal ausgezeichnet wurde.
Neben der Literatur befasst sich Beicken mit der Filmanalyse, insbesondere mit den Filmen von Wim Wenders und Peter Handke. Er verfasste die Bücher „Wie interpretiert man einen Film?“ und in Englisch „The films of Wim Wenders“. Er war von 1998 bis 2002 Herausgeber des Journal of the Society for Contemporary American Literature in German und von 2003 bis 2005 Präsident der Society for Contemporary American Literature in German.
Nach dem Abitur am Naturwissenschaftlichen Gymnasium Mackensenstraße, Wuppertal-Vohwinkel studierte Beicken Germanistik, Philosophie und Geschichte in Köln, Bonn und München (Magister Artium, 1968). 1971 promovierte er an der Stanford University zum Thema „Perspektive und Sehweise bei Kafka“ und unterrichtete an der Princeton University von 1971 bis 1976. Seit 1976 lehrt er als Professor of German Studies und Film an der University of Maryland, College Park in den Fächern deutsche und österreichische Literatur des 19. und 20. Jahrhunderts mit den Schwerpunkten Fin de siècle, Expressionismus, Literatur der Weimarer Republik, Exilliteratur, Nachkriegsliteratur und Literatur der DDR.
Peter Beicken erhielt an mehreren Universitäten einen Lehrauftrag, so 1987 als Gastprofessor an der University of North Carolina in Chapel Hill, an der Georgetown University (1989), an der Justus-Liebig-Universität Gießen (1997) und an der Bergischen Universität Wuppertal (1997). Von 2003 bis 2008 leitete er das Lernprojekt College Park Scholars in the Arts.

## Lyrik
Beicken veröffentlicht seit 2006 regelmäßig in dem Fortsetzungsjournal TRANS-LIT2. Im Herbst 2011 erschien dort sein Gedicht „Liebesaugenblick“, seiner im Februar 2011 nach fast 44 Jahren Ehe an einem Krebsleiden verstorbenen Frau Suzanne gewidmet:
Liebesaugenblick
Im Gedränge der vielen Gäste,
die reden, lachen, lärmen,
Gläser heben, prosten,
das reichliche Essen goutieren,
gehen uns die Augen über
von dem einen Blick, der sagt,
komm, lass uns gehn,
bevor dieses Durcheinander uns
den Wunsch vergällt,
den anhaltenden in der Stille
nach dem Lärm hier.

## Preise und Auszeichnungen
- 1983: Förderpreis des von der Heydt-Kulturpreises der Stadt Wuppertal
- 1998: Elisabeth Frazer de Bussy Prose-Prize

## Werke (Auswahl)
- Franz Kafka. Eine kritische Einführung in die Forschung. Athenäum Fischer Verlag, Frankfurt 1974. 455 Seiten
- Franz Kafka: Die Verwandlung. Erläuterungen und Dokumente. Reclam, Stuttgart 1983, ISBN 3-15-008155-6
- Friedhelm Pamp (Hrsg.) Rainer Frank (Hrsg.): Peter Beicken: Kindheit in W. Gedichte – Prosa. Paul-Hans Sievers, Wuppertal 1983, ISBN 3-88723-019-1
- Franz Kafka. Leben und Werk. Klett, Stuttgart 1986. ISBN 3-12-351970-8
- Ingeborg Bachmann. Beck, München 1988, ISBN 3-406-32277-8
- zusammen mit Robert Kolker: The Films of Wim Wenders. Cinema as Vision and Desire. Cambridge University Press 1993, 198 Seiten, ISBN 0-521-38976-3
- Franz Kafka. Der Prozess. Interpretiert von Peter Beicken. Oldenbourg Verlag, München 1999 (2. Aufl.) 240 Seiten (Oldenbourg Interpretationen Band 70)
- Bach, dreifach. Gedichte. Wuppertal 2001. 11 Seiten.
- Ingeborg Bachmann. Literaturwissen. Reclam, Stuttgart 2001. 167 Seiten. ISBN 3-15-015225-9 (Reclams Universal-Bibliothek 15225 Literaturwissen für Schule und Studium)
- Wie interpretiert man einen Film? Für die Sekundarstufe II. Reclam, Stuttgart 2004. 215 Seiten. ISBN 3-15-015227-5 (Reclams Universal-Bibliothek 15227 Literaturwissen für Schüler)
- Kindheit in W. Gedichte. Nordpark Verlag, Wuppertal 2009. 82 Seiten.

| Personendaten    | Personendaten                   |
| ---------------- | ------------------------------- |
| NAME             | Beicken, Peter                  |
| KURZBESCHREIBUNG | deutscher Germanist und Lyriker |
| GEBURTSDATUM     | 16. Mai 1943                    |
| GEBURTSORT       | Wuppertal-Barmen                |